# Tetragonias
Tetragonias is een geslacht van uitgestorven plantenetende Synapsiden.
In 1942 benoemde Friedrich von Huene een Dicynodon njalilus op grond van een skelet, holotype GPIT/RE/7110, bij Njalila gevonden in de Ruhuhuvallei van Tanzania in een laag van de Manda-formatie die dateert uit het Anisien. Verschillende andere skeletten zijn ontdekt waaronder specimen UMZC T.754. Het museum van de Eberhard-Karls-Universiteit in Tübingen waarvan ze tot de collectie behoren heeft een skelet opgesteld dat een composiet is van een volwassen romp en een juveniele schedel. Zo lijkt het dier een veel te kleine kop te hebben. Acht skeletten in 1932 ontdekt door Francis Rex Parrington bevinden zich in Cambridge in het Cambridge University Museum of Zoology als deel van de Parrington Collection.

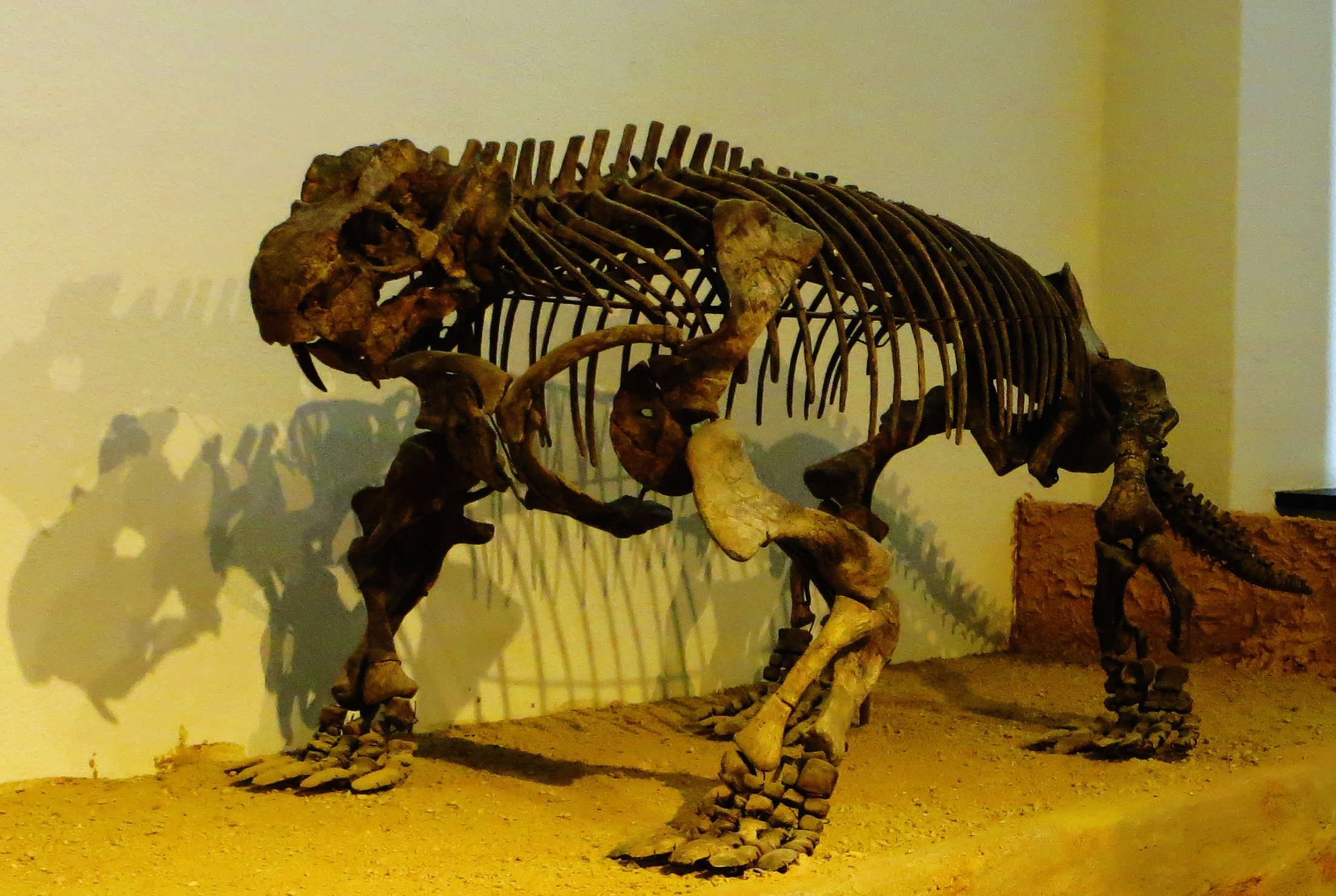
Tetragonias stond recht op de poten

In 1967 maakte Arthur Richard Ivor Cruickshank hiervan het aparte geslacht Tetragonias, meteen het specimen CAMZM T753 beschrijvend. De naam betekent 'met een vierkant gezicht' in het Oudgrieks (tetragoonias) en is ook die van een oud type meteoor: die met een vierkante (tetragone) kop en een spitse staart. Evenzo heeft het dier in bovenaanzicht een vierkante schedel door een stompe recht afgesneden snuit en rechte zijkanten van de brede achterkant.
Tetragonias is een middelgrote soort, ongeveer een meter lang. De kop was in feite zeer groot ten opzichte van de romp. Tetragonias bezit behalve de slagtanden geen tanden meer. Cruickshank dacht dat hij mannelijke van vrouwelijke schedels kon onderscheiden maar tegenwoordig wordt aangenomen dat het gaat om een verschil in rijping.
In 2006 publiceerde Jörg Fröbisch een studie die concludeerde dat de enkel van Tetragonias niet meer kon roteren en aldus geheel aangepast was aan een rechtopgaande gang.
Tetragonias behoort tot de Kannemeyeriidae.